# Broccoletto
Il broccoletto è un ortaggio ibrido ottenuto incrociando il broccolo, e il kai-lan, o broccolo cinese.

## Caratteristiche
È un ortaggio verde simile ai broccoli, ma con cime più piccole e steli più lunghi e sottili. Erroneamente viene considerato un broccolo giovane, in realtà è un ibrido naturale del cavolo (Brassica oleracea). È stato creato dalla Società Sakata di Yokohama, in Giappone, con il nome originale di gai lan. Il sapore dei broccoletti è dolce, con note di broccolo e asparago.
Il nome Broccolini è un marchio registrato della Mann Packing Company, Inc. Il nome generico in inglese è baby broccoli, ma viene chiamato anche asparation, asparations, bimi, broccoletti, broccolette e tender stem.
I broccoletti si mangiano in tutte le loro parti, eventuali fiori gialli compresi. Di consistenza delicata, di solito vengono cotti al vapore, bolliti o saltati in padella.
Dal punto di vista nutrizionale, i broccoletti presentano un alto contenuto di vitamina C, oltre a vitamina A, calcio, acido folico e ferro.